# Fiat Fullback
Fiat Fullback — це пікапи, що виробляються компанією Fiat з червня 2016 року.

## Опис

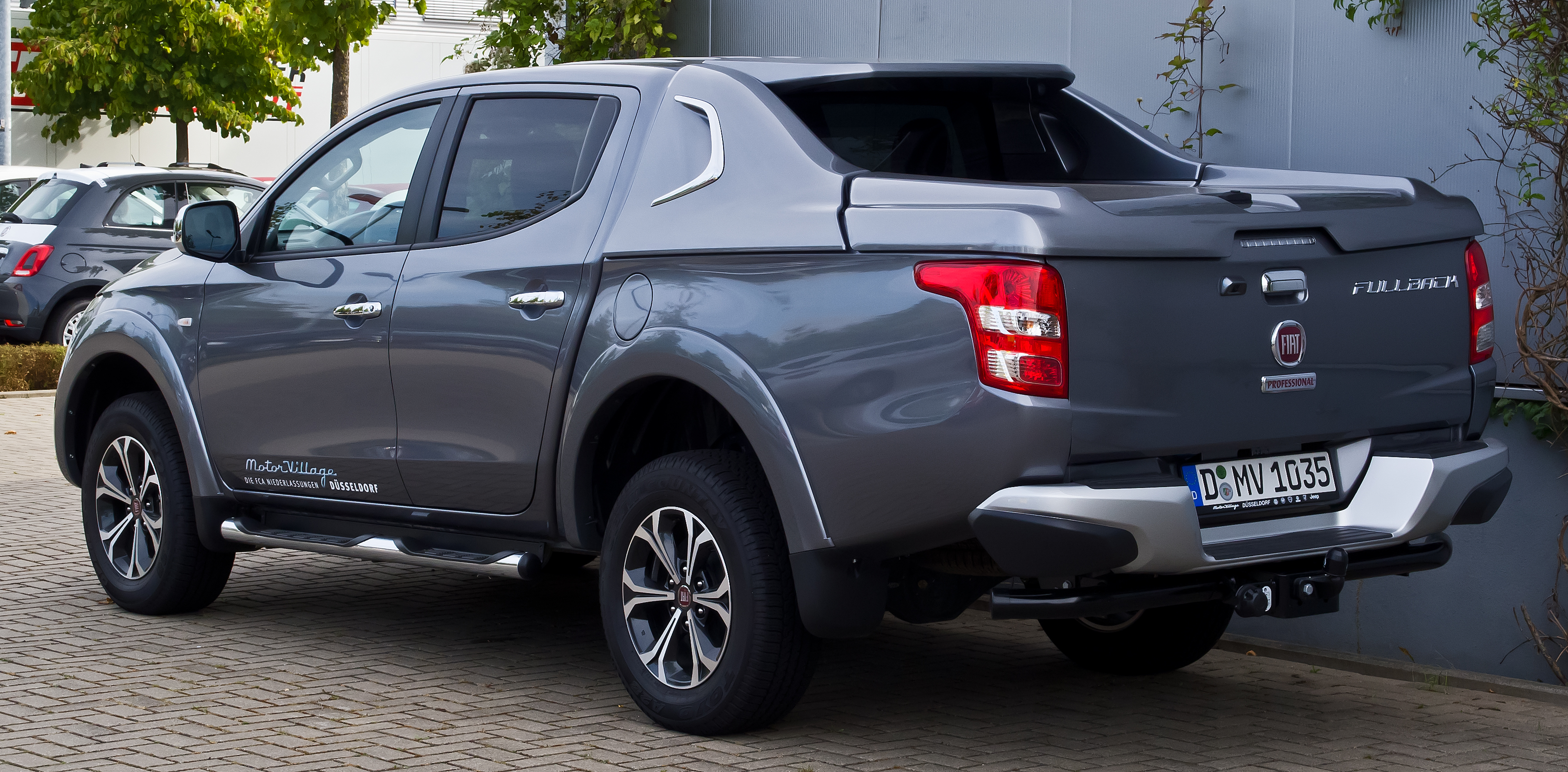
Fiat Fullback Double Cab LX Launch Edition 2.4 Multijet 180 4WD

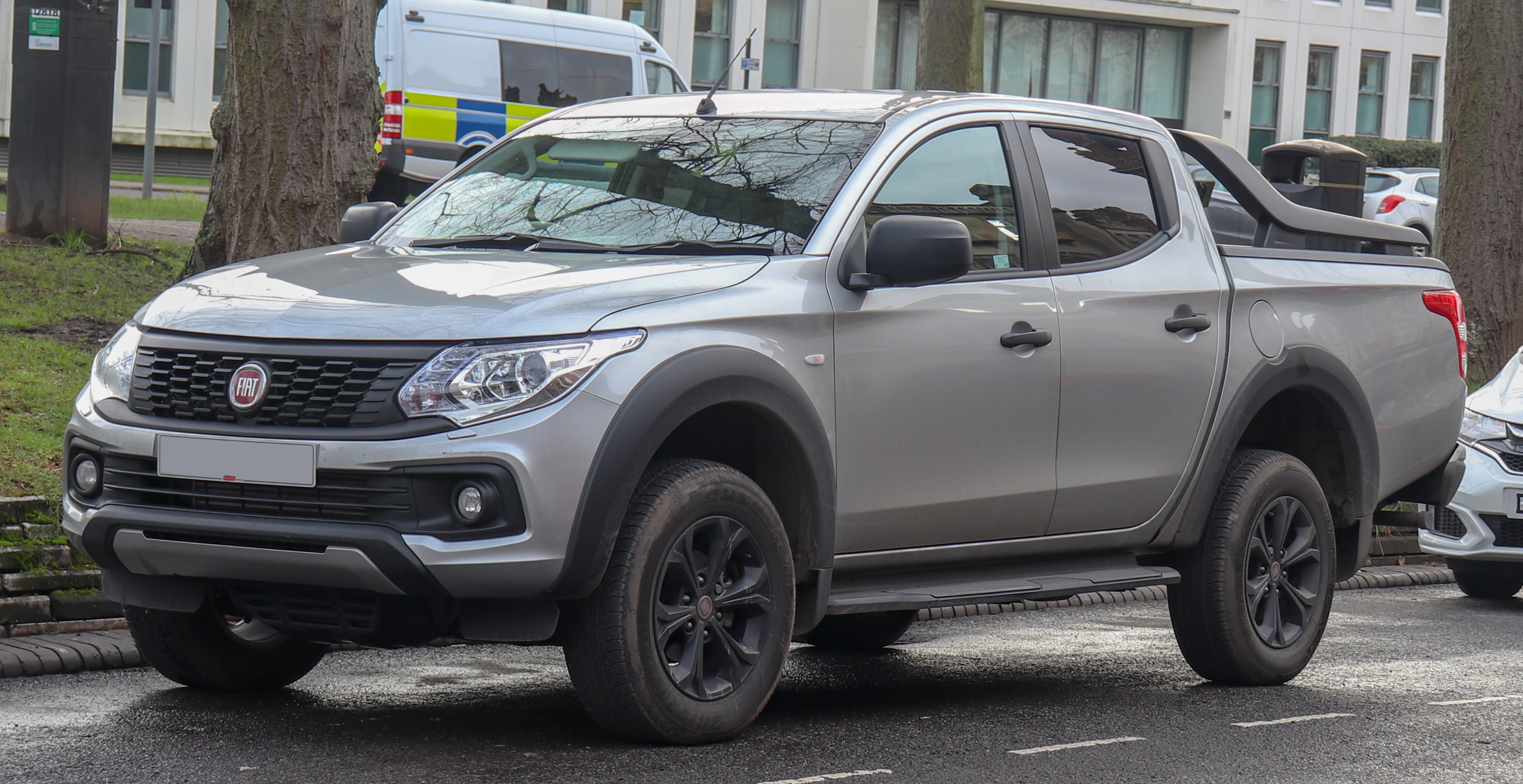
Fiat Fullback Cross 4X4

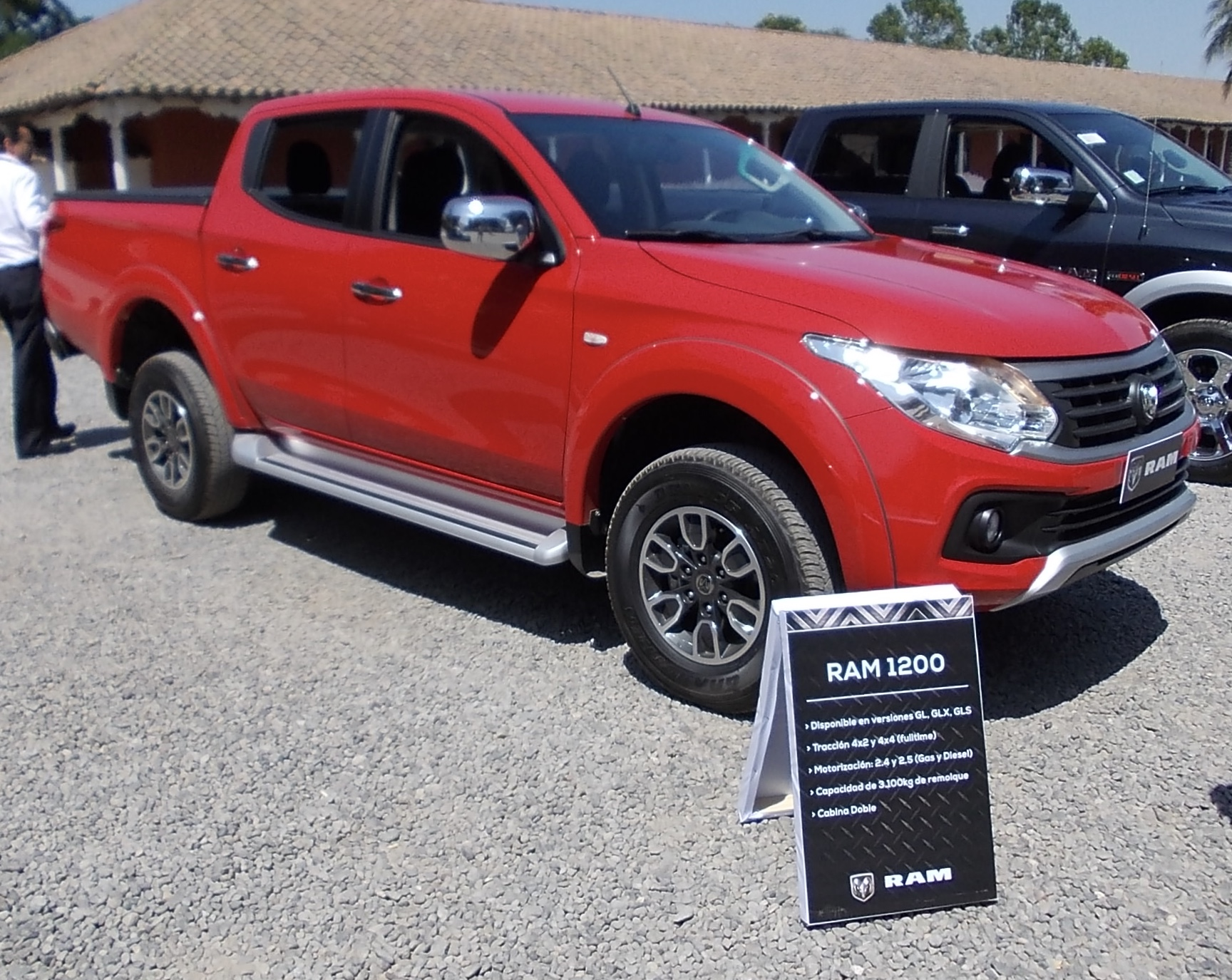
RAM 1200

Автомобіль розроблено на основі Mitsubishi L200 і, як і останній, виготовляється в Таїланді. У продаж автомобіль надійшов в комплектації Double cab 4WD, Double cab 2WD, Extended Cab 4WD та Extended Cab 2WD. На вибір пропонується автомобілі з повним приводом Super Select 4WD-II чи Easy Select 4WD. Пікап отримав режим Off-Road з підпрограмами «гравій», «бруд / сніг», «пісок» і «камінь». В автомобілі наявне блокування заднього диференціала. В ОАЕ автомобіль продається під назвою Ram 1200.
Fullback для європейського ринку продається в конфігураціях з заднім або повним приводом та 2,4-літровим дизельним двигуном Mitsubishi 4N15, доступний у двох варіантах потужності: 150 PS (110 кВт; 148 к.с.) і 181 PS (133 кВт; 179 к.с.).
На ринках Близького Сходу та Африки модель буде продаватися у версії 4х2 з 2,4-літровим бензиновим двигуном потужністю 132 к.с. (97 кВт; 130 к.с.) та 2,5-літровим дизелем у двох потужностях 110 PS (81 кВт; 108 к.с.) і 178 PS (131 кВт; 176 к.с.).
Як і більшість конкурентів, Fullback пропонує чотири конфігурації (одинарна кабіна, розширена кабіна, подвійна кабіна та шасі кабіни) та три рівні комплектації. Всі версії мають однакову висоту (1780 мм), ширину (1815 мм) та колісну базу (3000 мм); довжина варіюється залежно від конфігурації: 5155 мм для одномісної кабіни, 5275 мм для розширеної кабіни та 5285 мм для подвійної кабіни.

## Двигуни
Європа
| 2.4 JTD | 2442 | I4 | 150 (113)/3500 | 380/1500-2500 | b.d. | b.d. |
| 2.4 JTD | 2442 | I4 | 180 (133)/3500 | 430/2500      | b.d. | b.d. |

Африка та інші ринки
Бензиновий
- 4G64 2.4 л І4 132 к.с. 202 Нм

Дизельні
- 4D56 2.5 л І4 110 к.с. 200 Нм
- 4D56 2.5 л І4 178 к.с. 400 Нм